# Кинг, Джеймс (морской офицер)
Джеймс Кинг (англ. James King; 1750—1784) — офицер Королевского военно-морского флота Великобритании.
Участвовал в третьем кругосветном плавании Джеймса Кука (1776—1779 годы), занимаясь астрономическими наблюдениями с использованием секстанта. В связи со смертью Джеймса Кука, Джеймс Кинг завершил третье кругосветное плавание Кука, приведя оба корабля в Англию в 1780 году.

## Биография
Родился в 1750 году в Уэст-Йоркшире, Англия, в семье преподобного Джеймса Кинга, который в то время был викарием прихода святой равноапостольной Марии Магдалины в местечке Клитероу.
До 12 лет обучался в местной королевской гимназии.
Кинг вступил на флотскую службу 19 ноября 1762 года. Под патронажем своего родственника Уильяма Нортона служил матросом на корабле HMS Assistance. Затем исполнял обязанности младшего офицера, став позже мичманом. После прохождения дальнейшей службы в качестве мичмана на HMS Gibraltar и HMS Liverpool, Джеймс перешел на HMS Guernsey.
С 15 марта 1768 года служил в колонии Ньюфаундленд под покровительством капитана Джеймса Кука, который вёл в то время съемку побережья Ньюфаундленда. Затем Кинг служил на борту HMS Alarm в Средиземном море под командованием капитана Джона Джервиса. Служа в должности лейтенанта с 7 марта 1769 года, произведён в этот чин был 10 января 1771 года.
В 1773 году Кингу был предоставлен отпуск по личным причинам, и он отправился в поездку за границу. В Париже он занимался научными исследованиями. Затем с братом Уокером Кингом обучался в одном из колледжей Оксфорда, где познакомился с преподобным Томасом Хорнсби, профессором астрономии, который рекомендовал его в третье кругосветное плавание Джеймса Кука.

### В экспедиции Джеймса Кука
На корабле HMS Resolution Джеймс Кинг участвовал в третьей кругосветной экспедиции Джеймса Кука, исполняя должность второго помощника капитана. Имея на борту корабля секстант, он занимался астрономическими наблюдениями, определяя географические координаты объектов, которые находились по пути следования экспедиции.
После смерти Кука Кинг оставался на HMS Resolution. Но после смерти преемника Кука — Чарльза Клерка — Кинг принял командование кораблём HMS Discovery и завершил начатую Куком экспедицию в Англии в 1780 году.
После возвращения в Англию он начал писать книгу об этом плавании (в этом ему помогал другой брат — Томас), но вскоре был назначен на пост капитана и командира HMS Crocodile, курсировавшего в Ла-Манше.

### Последние годы жизни
В конце 1781 года Кинг был назначен командующим 40-пушечным HMS Resistance, охраняющим караван английских грузовых судов в Вест-Индию. После возвращения в Англию ухудшилось его здоровье. Кинг вернулся в Вудсток, чтобы продолжить работу над своим трудом о третьем плавании Кука. После публикации им трёх томов его туберкулез стал прогрессировать, и в сопровождении своих друзей, в числе которых был Джеймс Тревенен, он приехал на лечение в Ниццу. Здесь Джеймс Кинг умер в октябре 1784 года.
В Вудстоке Джеймсу Кингу установлена мемориальная доска.

## Заслуги
- Имел награды Британской империи.
- Кинг был избран членом королевского общества, а в 1782 году в знак признания его астрономических наблюдений в третьем плавании Кука ему было присвоено звание почетного доктора права.